# مارفن بارتلي
مارفن بارتلي (بالإنجليزية: Marvin Bartley)‏ (4 يوليو 1986 بريدنغ في المملكة المتحدة - ) هو لاعب كرة قدم بريطاني في مركز الوسط. لعب مع نادي بورنموث ونادي بيرنلي ونادي هيبرنيان ونادي هايز ونادي ليتون أورينت وهامبتون أند ريتشموند بورو وBurnham F.C. ‏ وديكوت تاون ‏.

## وصلات خارجية
- مارفن بارتلي على موقع قاعدة بيانات كرة القدم.إي يو (الإنجليزية)
- مارفن بارتلي على موقع Soccerbase.com (لاعب) (الإنجليزية)
- مارفن بارتلي على موقع Soccerway.com (الإنجليزية)
- مارفن بارتلي على موقع عالم كرة القدم.نت (الإنجليزية)
- مارفن بارتلي على موقع AS.com (الإسبانية)